# مسجد بيرم
مسجد بيرم المركزي هو مسجد يقع في مدينة بيرم الواقعة في إقليم تتارستان في روسيا.
بني المسجد بين عامي 1902م و1903م ويتكون من قبة واحدة ومنارة واحدة وهو مطلي باللون الأخضر بجميع أجزائه عدا القسم العلوي للمنارة باللون الذهبي والقبة باللون الفضي.

## التاريخ
تعرض المسجد للدمار خلال الثورة الروسية واستخدام كمخزن للأرشيف التابع للحزب الشيوعي السوفيتي منذ عام 1940مضى وحتى عام 1986م. وفي عام 1990 عاد المسجد إلى سابق عهده وأقيمت فيه الصلوات.